# 弗洛拉
弗洛拉（挪威語：Flora）是挪威已不存在的市镇，存在於1964年至2020年間，属于原松恩-菲尤拉讷郡。其行政中心为弗盧勒镇。市镇面积为693平方公里，人口数量为11,988人（2019年），人口密度为每平方公里18.5人。